# 果魯莫
果魯莫（英語：Goroumo）是中非共和國瓦姆-彭代省的一座城鎮，鄰近喀麥隆。2008年，暴徒襲擊村莊，造成大部分男性居民死亡。BBC記者麥克·湯姆遜認為暴徒成員是由過去政變士兵所組成。